# Joint investigation team
Pour les articles homonymes, voir JIT.

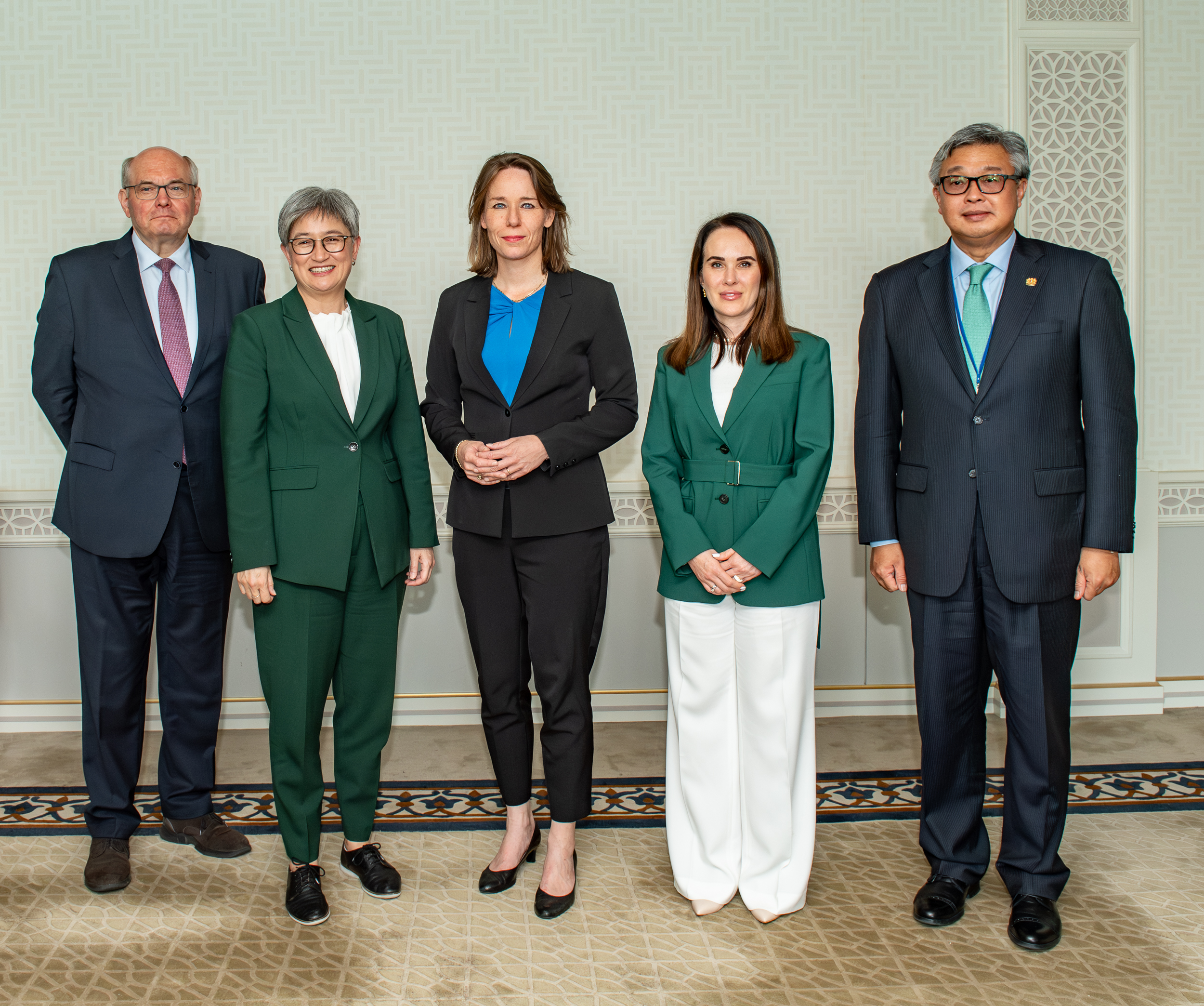
Image a son élément wikidata

Les équipes communes d'enquête (Joint investigation teams : JIT) sont des équipes répressives et judiciaires mises en place conjointement par les agences nationales d'enquête de l'Union européenne (UE) pour traiter la criminalité transfrontalière. Les équipes communes d'enquête coordonnent les enquêtes et les poursuites menées en parallèle par plusieurs pays,.

## La description
Une joint investigation team (JIT) est formée sur la base d'un accord entre les autorités compétentes - tant judiciaires (juges, procureurs, juges d'instruction) que répressives - de deux ou plusieurs États membres de l'Union européenne (UE). Ils peuvent être soutenus par Eurojust et Europol, les agences judiciaires et répressives de l'UE,. Leurs conditions de fonctionnement sont basées sur le modèle d'accord d'Europol pour la création d'une équipe commune d'enquête, tel qu'annexé à la résolution 2017/C 18/01 du Conseil de l'Europe.

## Historique
Après le crash du vol 17 de Malaysia Airlines en juillet 2014, une équipe d'enquête conjointe menant une enquête criminelle avec des représentants d'Australie, de Belgique, de Malaisie, des Pays-Bas et d'Ukraine a été formée.

Une JIT a été constituée en avril 2020 par la gendarmerie nationale française et la police néerlandaise pour enquêter sur le service de communication sécurisé EncroChat, utilisé par quelque 60 000 abonnés au moment de sa fermeture ; presque tous étaient des criminels,.
1. 1 2 3  (en) « Joint Investigation Teams - JITs », sur Europol (consulté le 8 août 2022)
2. 1 2  (en) « Joint investigation teams | Eurojust | European Union Agency for Criminal Justice Cooperation », sur www.eurojust.europa.eu (consulté le 8 août 2022)
3. ↑  (en-GB) Ministerie van Algemene Zaken, « The criminal investigation - MH17 incident - Government.nl », sur www.government.nl, 23 janvier 2018 (consulté le 8 août 2022)
4. ↑  « Hundreds arrested across Europe as French police crack encrypted network », Financial Times,‎ 2 juillet 2020 (lire en ligne, consulté le 8 août 2022)
5. ↑  (en) Rachael Kennedy, « EU authorities penetrate phone network in huge organised crime sting », sur euronews, 2 juillet 2020 (consulté le 8 août 2022)